# Irmgard Hennicke
Irmgard Hennicke (geboren 14. Oktober 1925; gestorben 3. November 2021 in München) war eine deutsche Ingenieurin und von 1971 bis 1984 Richterin am Bundespatentgericht.

## Beruflicher Werdegang
Irmgard Hennicke war Diplom-Ingenieurin.
Ihre Karriere hat sich zunächst bis zur Oberregierungsrätin entwickelt, bis sie zum 5. Oktober 1971 zur Richterin am Bundespatentgericht ernannt wurde. Eine Besonderheit des deutschen Bundespatentgerichts besteht darin, dass neben juristisch ausgebildeten Richtern auch Naturwissenschaftler als Richter wirken.
1984 wurde sie auf eigenen Wunsch in den Ruhestand verabschiedet.